# Dale Lewis (lutador)

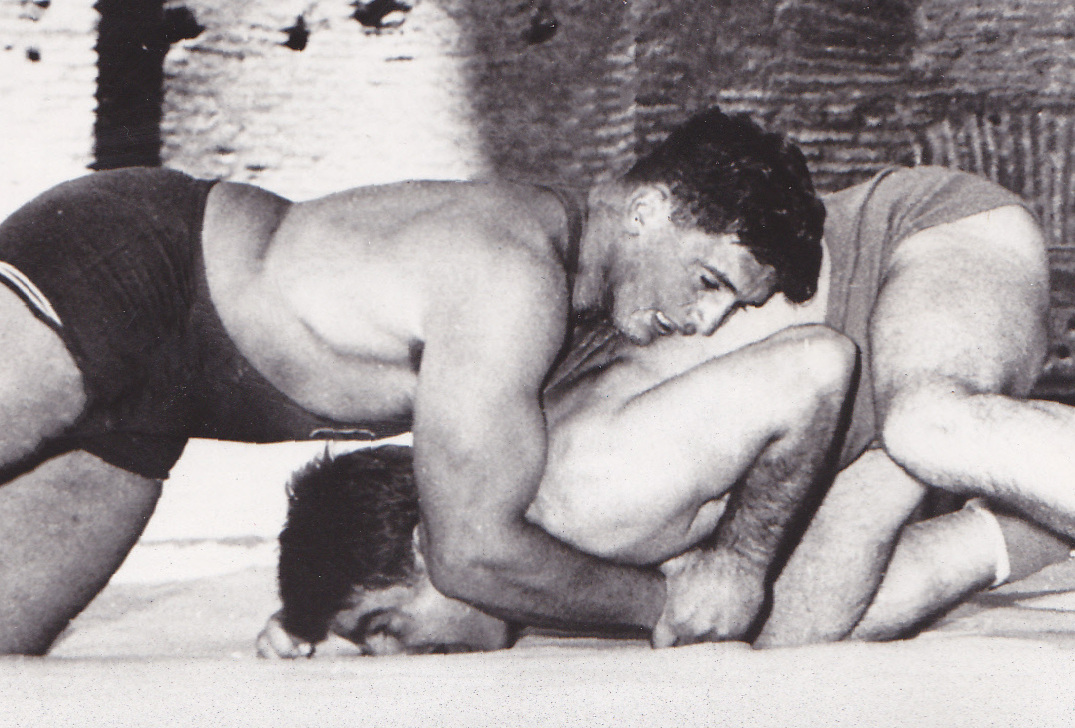
Lewis (em cima) nas olimpíadas de 1960

Dale Folsom Lewis (29 de agosto de 1933 - 30 de agosto de 1997) foi um lutador americano de luta profissional e luta greco-romana que competiu na divisão greco-romana dos pesos pesados nas Olimpíadas de 1956 e 1960. Ele venceu os Jogos Pan-americanos de 1959 neste evento.

## Campeonatos e conquistas
- American Wrestling Association
  - AWA Nebraska Heavyweight Championship (1 vez) [2]
  - AWA Midwest Heavyweight Championship (1 vez)
  - AWA Midwest Tag Team Championship (3 vezes) - com Stan Pulaski (2) e Francis St. Claire (1)
- George Tragos / Lou Thesz Professional Wrestling Hall of Fame
  - Turma de 2007[3]
- St. Louis Wrestling Club
  - NWA United National Championship (1 vez)
- Championship Wrestling da Flórida
  - NWA Florida Heavyweight Championship (1 vez)
- World Championchip Wrestling (Austrália)
  - NWA Austra-Asian Tag Team Championship (9 vezes) - com Bob Griffin (1 vez)